# ST-Klasse (1957)
Die als ST-Klasse bezeichnete Schiffsklasse ist eine Baureihe von drei Frachtschiffen der Bremer Reederei DDG „Hansa“.

## Geschichte

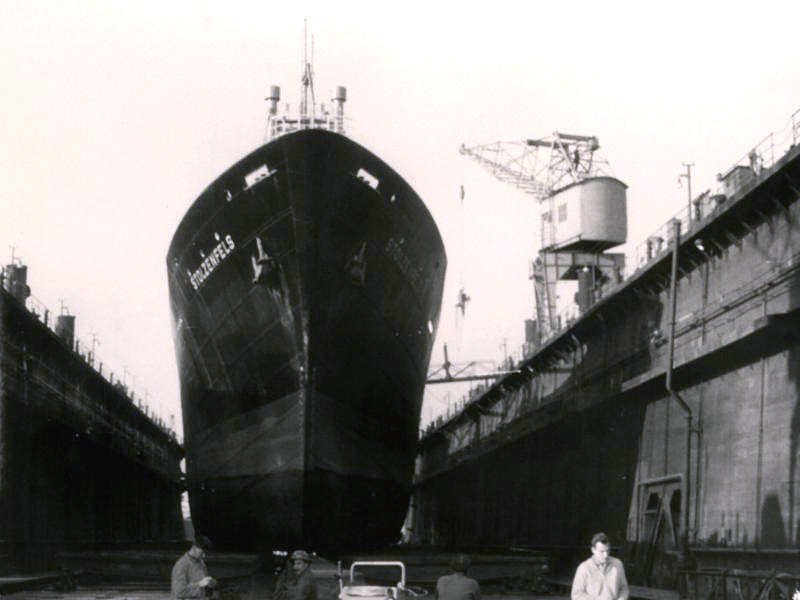
Die Stolzenfels, 1961 im Dock der AG Weser

Die drei Schiffe wurden ursprünglich am 21. Januar 1956 von der Reederei Norgulf Shipping aus Monrovia bei den Bremer Atlas-Werken in Auftrag gegeben. Die Reederei DDG „Hansa“ übernahm den Bauvertrag, um dem Tonnagemangel der 1950er Jahre begegnen zu können.
Die Schiffe wurden bei der DDG nach ihrer Ablieferung nahezu ausschließlich in der Fahrt zum Roten Meer eingesetzt. Nach der Schließung des Suezkanals im Jahr 1967 eignete sich die Baureihe aufgrund der geringen Größe nicht mehr für die Einsatzgebiete der „Hansa“ und wurden 1968 en bloc an die Shipping Company of India aus Bombay veräußert. Diese setzte die Schiffe bis zu den Jahren 1979 bis 1981 ein, bevor sie sie an die ebenfalls in Bombay ansässige Reederei Vijaya Lines abgab. Das ehemalige Typschiff Sternenfels kenterte am 15. Oktober 1980 als Vijaya Jyoti im Indira-Dock in Bombay und wurde danach bei Rama Shipbreaking in Bombay abgebrochen, die verbliebenen beiden Schiffe blieben bis 1985 in Fahrt, bevor sie schließlich ebenfalls bei Rama Shipbreaking verschrottet wurden.

## Technik
Der Schiffstyp hatte achtern angeordnete Aufbauten mit darunter liegender Maschinenanlage. Davor befanden sich drei Laderäume mit jeweils einem Zwischendeck, die über einen Getreide-Rauminhalt von zusammen 7341 m3, beziehungsweise einen Ballenraum von 6705 m3 verfügten. Das Ladegeschirr bestand aus acht Ladebäumen mit jeweils 3/5-Tonnen Kapazität, zwei Bäumen à 5/10 Tonnen und einem 35-t-Schwergutbaum, der vor der Luke III angeordnet war.
Der Antrieb der Schiffe bestand aus jeweils zwei Zehnzylinder-Viertakt-Dieselmotoren des Typs MaK MZu 582 A mit jeweils 1930 PS Leistung, die über ein Getriebe auf den einzelnen Festpropeller wirkten. Die Antriebsanlage ermöglichte eine Geschwindigkeit von bis zu 15,5 Knoten und hatte einen Brennstoffverbrauch von rund 15 Tonnen am Tag.

## Die Schiffe
| ST-Klasse | ST-Klasse | ST-Klasse  | ST-Klasse                                       | ST-Klasse | ST-Klasse |
| Bauname   | Baunummer | IMO-Nummer | Kiellegung Stapellauf Ablieferung               | Spätere Namen und Verbleib |           |
| --------- | --------- | ---------- | ----------------------------------------------- | --- | --------- |
| Norprado  | 393       | 5340869    | 4. Dezember 1956 16. Mai 1957 7. September 1957 | 1957 in Fahrt als Sternenfels, im November 1963 Kollision vor der norwegischen Küste, Juni 1968 Vishva Lalita, 1979 Vijaya Jyoti, am 15. September 1980 im Dock in Bombay gekentert, ab September 1981 in Bombay verschrottet |           |
| Norcastle | 395       | 5341289    | - 20. September 1957 19. Dezember 1957          | 1957 in Fahrt als Stolzenfels, Juni 1968 Vishva Pratibha, 1981 Vijaya Vaibhav, am 9. Mai 1983 in Bombay aufgelegt, ab März 1985 in Bombay verschrottet                                                                        |           |
| Nortropic | 396       | 5342594    | 31. Juli 1957 28. Januar 1958 19. April 1958    | 1958 in Fahrt als Sturmfels, Juni 1968 Vishva Anand, 1980 Vijaya Jiwan, am 26. April 1983 in Bombay aufgelegt, ab März 1985 in Bombay verschrottet                                                                            |           |
| Daten:    |           |            |                                                 | |           |